# Universidad del Nordeste
La Universidad del Nordeste (Northeastern University en idioma inglés y oficialmente) es una universidad privada que se encuentra ubicada en la ciudad de Boston, Massachusetts, en el Nordeste de Estados Unidos. Fue establecida en 1898 como instituto de clases de noche por el YMCA de Boston.
El campus premiado de Northeastern se puede encontrar principalmente en el barrio Fenway de Boston sino también en Back Bay. Está al lado de Avenida Huntington, cerca del Museo de Bellas Artes (Museum of Fine Arts), y la sala de conciertos Symphony ('Symphony Hall'). El área también se conoce como el Distrito Cultural de Fenway ('Fenway Cultural District').
La Universidad Northeastern es conocida por la programa de prácticas ('co-op', o educación cooperativa) en el cual promueve (y a veces requiere) estudiantes a alternar semestres de estudio con períodos de trabajo full-time con 'socios de prácticas' ('co-op partners') de la universidad en negocios y muchos sectores. En 2003, US News figuró Northeastern el número uno para los mejores Co-ops y Prácticas.  Empleadores del mundo participan en la programa ofreciendo un camino para prácticas y empleo después de graduarse. Socios de Northeastern en la programa incluyen las mejores: firmas de abogados, bancos, empresas internacionales, y otras de los Fortune 500 empresas como Microsoft, Disney y Raytheon. El programa de prácticas aumenta el trabajo teórico de clase con experiencias profesionales.
Northeastern cuenta con programas reconocidos y respetados entre los mejores. En 2007, el Princeton Review consideró Northeastern una de las mejores universidades en el Noreste de los EE. UU. La Facultad de Negocios Undergraduate (‘undergraduate business school’) llegó a la posición 26 en el país por la clasificación de Business Week y su programa de negocios internacionales llegó a la posición 13 según US News & World Report. Northeastern figuró número 4 en la revista Forbes como uno de ‘Los Campus de América Más Emprendedor’ (‘one of America’s Most Entrepreneurial Campuses’). El Key Institute Nacional consideró a Facultad de Arquitectura el número 12 entre todos del país.
Northeastern ha formado muchos graduados exitosos, incluyendo altos ejecutivos, emprendedores, científicos, astronautas, artistas, figuras políticas, y atletas profesionales. Graduados de Northeastern han sobresalido en particular en las industrias de alta tecnología. Por ejemplo, graduados de Northeastern fundaron EMC Corporation, Lycos, y Cognex. Graduados también forman parte de la alta dirección de Analog Devices, Teradyne, Evergreen Solar, y CMGI. Además, un estudiante de informática de Northeastern inventó el programa de intercambiar música por Internet, Napster, en su cuarto. Un alumno de ingeniero de Northeastern esta en la lista de Forbes Lista de Multimillonarios del Mundo (‘Forbes List of the World’s Billionares’).
El ingreso a Northeastern es muy competitivo y muy selectivo, incluso para una universidad de las 100 mejores. En 2011 la universidad recibió 42.948 solicitantes por 2.800 puestos para el primer año de estudio. La tasa de ingreso fue 34%. Northeastern figura entre las 10 mejores universidades privadas en los EE. UU. en términos de solicitantes total.